# 阿Q正伝
『阿Q正伝』（あきゅうせいでん、アキューセイデン、中国語: 阿Q正傳）は、中国の作家魯迅の小説。1921年12月4日から1922年2月12日にかけて新聞『晨報』の週刊付録に一章ずつ発表されたもので、魯迅唯一の中編小説である。

## 評価
阿Qという近代中国の一庶民を主人公とした、他に例を見ない物語として注目を集めた。
主人公は、観念操作で失敗を成功にすりかえる「精神勝利法」、面従腹背、卑屈と傲慢の二面性など、封建植民地社会内における奴隷性格の典型といえる人物で、その後「阿Q精神」は、このような性格の代名詞ともなった。特にこの作品を気に入った毛沢東が談話でしばしば引き合いに出したため、魯迅の名声が高まった。後に中国の高校教科書に採用され、中国国民の多くが知っている小説である。また外国向けにも翻訳されている。

## あらすじ
時代が清から中華民国へ変わろうとする辛亥革命の時期、中国のある小さな村に、本名すらはっきりしない、村の半端仕事をしてはその日暮らしをする日雇いの阿Qという男がいた。
彼は、働き者との評判こそ持ってはいたが、家も金も女もなく、字も読めず容姿も不細工などと閑人たちに馬鹿にされる、村の最下層の立場にあった。そして内面では、「精神勝利法」と自称する独自の思考法を頼りに、閑人たちに罵られたり、日雇い仲間との喧嘩に負けても、結果を心の中で都合よく取り替えて自分の勝利と思い込むことで、人一倍高いプライドを守る日々を送っていた。
ある日、阿Qは村の金持ちである趙家の女中に劣情を催し、言い寄ろうとして逃げられた上に趙の旦那の怒りを買って村八分になり、仕事にもあぶれてしまう。食うに困って盗みを働き、逃亡同然の生活を続けるうちに、革命党が近くの町にやってきた事を耳にした彼は、意味もわからぬまま「革命」に便乗して騒いだ結果、革命派の趙家略奪に関与した無実の容疑で逮捕される。
無知ゆえに筋道たてた弁明も出来ず、阿Qは流されるままに刑場に引き出され、あっけなく銃殺されてしまう。集まった見物人たちは、銃殺は斬首より見栄えがしないなど、不満を述べたてるのだった。

## 背景
魯迅は日本に留学し、仙台医学専門学校（現東北大学医学部）で解剖学を学んでいた。ある日、教室で日露戦争の記録映画が上映される。その中にロシア側のスパイ容疑で日本軍に捕まった中国人が銃殺されるシーンがあり、刑場の周囲で同胞の銃殺に喝采する中国人民の無自覚な姿に、魯迅は衝撃を受けた。この体験や心境の変化は、魯迅の小説『藤野先生』に描写されている。
これを契機に魯迅の関心は医学から中国の社会改革と革命に転じ、文筆を通じ中国人民の精神を啓発する道に入った。魯迅は本作で、無知蒙昧な愚民の典型である架空の一庶民を主人公にし、権威には無抵抗な一方で自分より弱い者はいじめ、現実の惨めさを口先で糊塗し思考で逆転させる彼の卑屈で滑稽な人物像を描き出し、中国社会の最大の病理であった、人民の無知と無自覚を痛烈に告発した。物語の最後で、まったくの無実の罪で処刑される阿Q、その死にざまの見栄えのなさに不平を述べる観衆たちの記述は、同胞の死刑に喝采する中国人同胞の姿にショックを受けた作者の体験を反映する。

## 阿Qの意味
「阿Q」は便宜的な名として作者が設定した仮名である。「阿」は姓の前につく接頭辞で親しみの表現であり「～ちゃん」といった意味となる（呉下の阿蒙）。年上に対する呼びかけでもあり、中国南部（魯迅の出身地の浙江省を含む）では現在でも使われている単語である（中世から近代にかけての日本で女性名の多くが「お」に仮名2文字だったのと同じで、この「お」に相当する）。
「Q」という漢字文化圏ではあり得ない名前については、阿Qは人々から「阿Quei（アークェイ/あくい）」と呼ばれていたが、Queiの部分の漢字表記がどうしても判明せず、また注音符号（注音字母）では一般に判るまいとして、やむを得ずローマ字を略した名前を用いる、と設定している。
従って、『阿Q正伝』は「Qちゃんの伝記」といった意味になる。

### 書誌情報
- 『阿Q正伝』 井上紅梅訳、改造社、1932年11月。のち青空文庫[8]。
- 『阿Q正伝』 増田渉訳、角川文庫、1961年3月。ISBN 978-4-04-220401-5
- 『阿Q正伝・故郷』 小田岳夫訳、偕成社文庫、1990年5月。ISBN 978-4-03-850670-3
- 『阿Q正伝・藤野先生』 駒田信二訳、講談社文芸文庫、1998年5月。ISBN 978-4-06-197616-0
- 『故郷／阿Q正伝』 藤井省三訳、光文社古典新訳文庫、2009年4月。ISBN 978-4-334-75179-1